# Гверздонь
Гверздонь (рос. Гверздонь) — присілок в Псковському районі Псковської області Російської Федерації.
Населення становить 165 осіб. Входить до складу муніципального утворення Серьодкинська волость.

## Історія
Від 2015 року входить до складу муніципального утворення Серьодкинська волость.

## Населення
| 2001 | 2002 | 2010 |
| ---- | ---- | ---- |
| 357  | ↘257 | ↘165 |